# Roche-d’Agoux
Roche-d’Agoux ist eine französische Gemeinde mit 114 Einwohnern (Stand 1. Januar 2022) im Département Puy-de-Dôme in der Region Auvergne-Rhône-Alpes (vor 2016 Auvergne). Die Gemeinde gehört zum Arrondissement Riom und zum Kanton Saint-Éloy-les-Mines (bis 2015 Pionsat). 

## Lage
Roche-d’Agoux liegt etwa 45 Kilometer westnordwestlich von Riom und etwa 58 Kilometer nordwestlich von Clermont-Ferrand. Umgeben wird Roche-d’Agoux von den  Nachbargemeinden Saint-Maurice-près-Pionsat im Norden und Westen, Bussières im Norden, Espinasse im Osten und Südosten, Charensat im Süden, Vergheas im Süden und Südwesten.

## Bevölkerungsentwicklung
| Jahr                       | 1962 | 1968 | 1975 | 1982 | 1990 | 1999 | 2006 | 2013 |
| Einwohner                  | 129  | 103  | 98   | 83   | 81   | 84   | 88   | 97   |
| Quellen: Cassini und INSEE |      |      |      |      |      |      |      |      |

## Sehenswürdigkeiten
- Kirche Saint-Genoux
- Riesenquarz an der Stelle der früheren Burg Rochedragon

## Weblinks

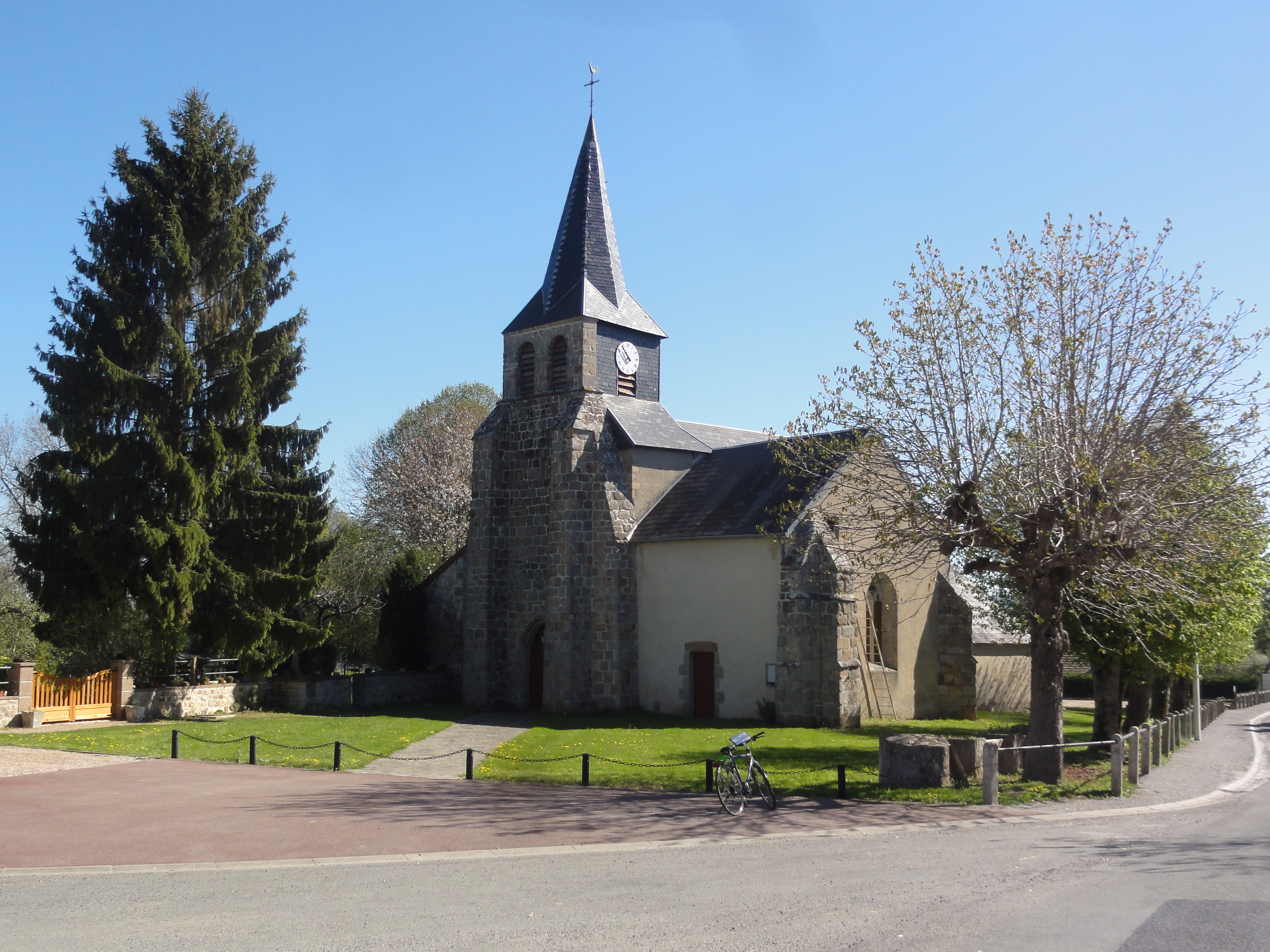
Kirche Saint-Genoux